# Tata Harrier
Der Tata Harrier ist ein Sport Utility Vehicle des indischen Automobilherstellers Tata Motors.

## Geschichte
Einen ersten Ausblick auf ein SUV oberhalb des Nexon präsentierte das indische Unternehmen auf der Auto Expo im Februar 2018 mit dem Tata H5X Concept. Einen Monat später wurde es auch auf dem Genfer Auto-Salon ausgestellt.
Das Serienmodell Tata Harrier wurde im Oktober 2018 vorgestellt. Im selben Monat startete die Produktion in Pune. Marktstart in Indien war im Januar 2019. Als Konkurrenzmodelle gelten dort unter anderem der Jeep Compass und der Mahindra XUV 500.
Im März 2019 präsentierte Tata Motors das SUV auf dem Genfer Auto-Salon als Tata Buzzard Sport für die internationalen Märkte, da Toyota bereits seit 1997 den Modellnamen Harrier für ein SUV verwendet. Seit August 2019 wird das Fahrzeug in Nepal als Tata H5 verkauft.
Auf der Auto Expo im Januar 2023 wurde der Harrier als batterieelektrisch angetriebenes Konzeptfahrzeug EV vorgestellt. Eine überarbeitete Version des Harrier debütierte im Oktober 2023. Im Januar 2025 wurde auf der Auto Expo das elektrische Serienmodell ev präsentiert. Es wird seit Juni 2025 verkauft.

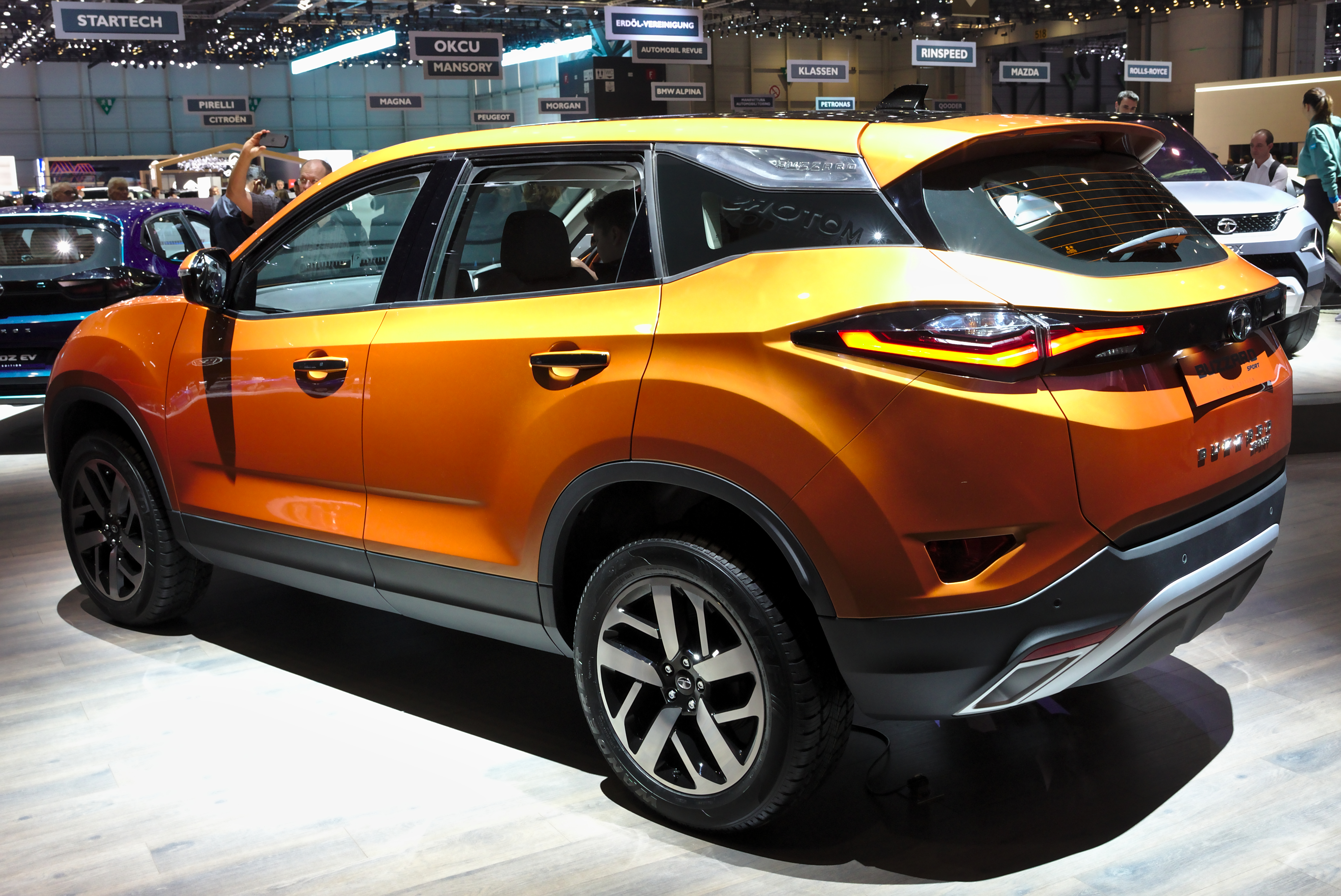
Heckansicht
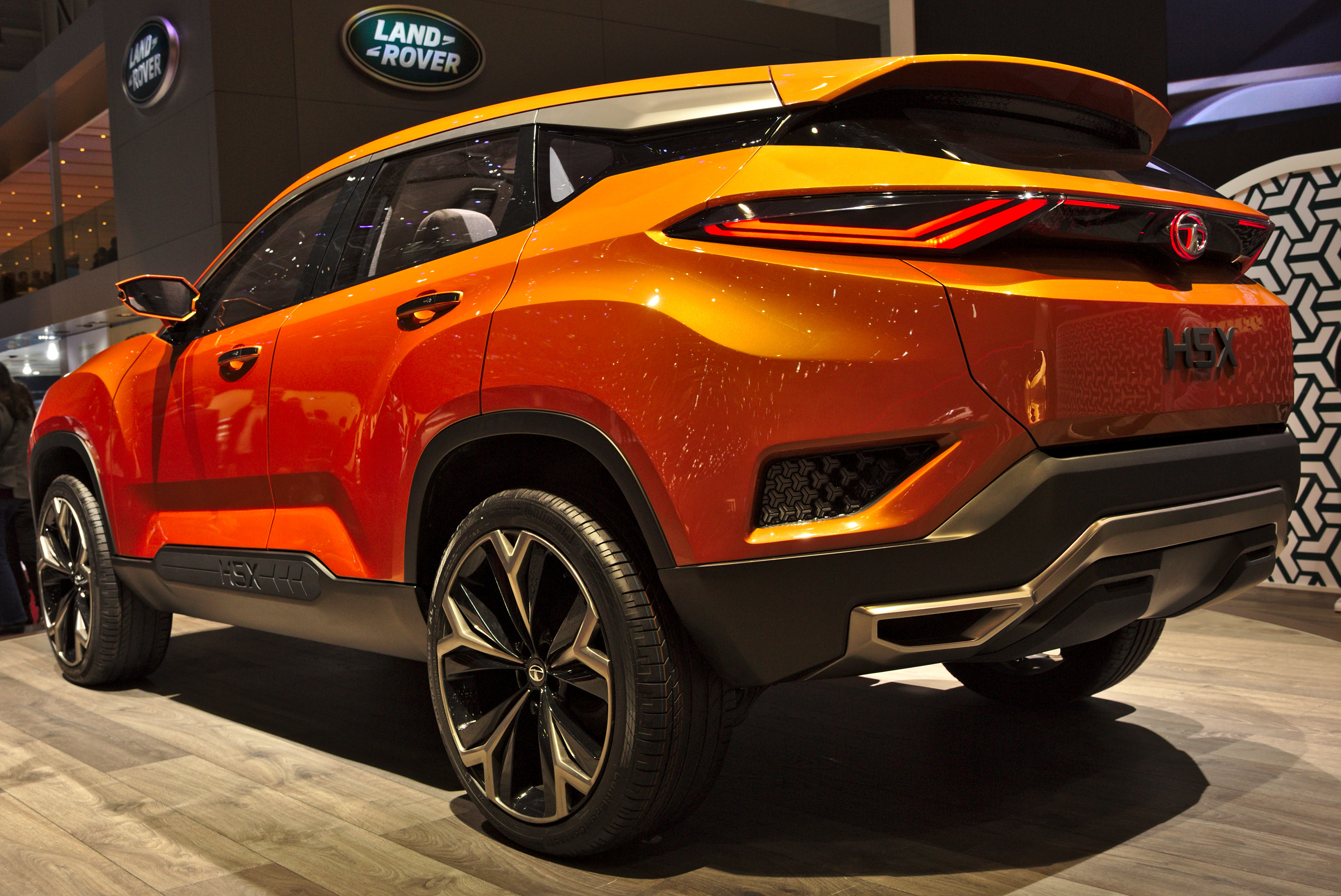
Tata H5X Concept auf dem Genfer Auto-Salon 2018

### Sondermodelle
Das Sondermodell Dark Edition präsentierte Tata Motors im August 2019. Wie der Name schon nahelegt, ist dieser Harrier in dunklen Farben lackiert. Auch im Innenraum werden hauptsächlich dunkle Elemente verwendet. Ein weiteres Sondermodell wurde im November 2020 mit der Camo Edition vorgestellt. Es ist in einer grünen, militärischen „Tarnfarbe“ lackiert. Auf der Dark Edition basiert die Red Dark Edition, die im Februar 2023 debütierte. Sie hat auch rotfarbene Elemente. Matt lackiert ist die Stealth Edition, die im Februar 2025 vorgestellt wurde.

## Technik
Der Harrier baut auf der Omega-Arc-Plattform (Optimal Modular Efficient Global Advanced Architecture) von Jaguar Land Rover auf und teilt sich die Technik unter anderem mit dem Jaguar E-Pace oder dem Land Rover Discovery Sport. Im Gegensatz zu diesen ist er aber nur mit Vorderradantrieb erhältlich.
Angetrieben wird das rund 4,60 Meter lange SUV von einem aufgeladenen Zweiliter-Dieselmotor von FCA. Bis Anfang 2020 leistete er 103 kW (140 PS) und seitdem 125 kW (170 PS). Außerdem ist seitdem neben einem 6-Gang-Schaltgetriebe auch ein 6-Stufen-Automatikgetriebe erhältlich und der Motor erfüllt statt der BS4- die BS6-Abgasnorm.
Die Elektroversion gibt es mit einem Elektromotor (Hinterradantrieb) oder zwei Elektromotoren (Allradantrieb). Es gibt den Wagen mit zwei verschiedenen Lithium-Eisenphosphat-Akkumulatoren (65 oder 75 kWh).

## Tata Safari
Der Harrier ist als Fünfsitzer ausgeführt. Im Januar 2021 präsentierte der Hersteller mit dem Tata Safari ein SUV mit sieben Sitzplätzen auf Basis des Harrier. Es ist rund sechs Zentimeter länger und acht Zentimeter höher und verwendet den Zweiliter-Dieselmotor mit 125 kW (170 PS). Seit Februar 2021 wird es in Indien verkauft. Erstmals vorgestellt wurde die siebensitzige Version bereits auf dem Genfer Auto-Salon 2019 als Tata Buzzard. Kurz darauf gab der Hersteller bekannt, das Fahrzeug in Indien als Tata Cassini vermarkten zu wollen. Im Februar 2020 wurde der Siebensitzer dann auf der Auto Expo als Tata Gravitas gezeigt. Bereits zwischen 1998 und 2019 verkaufte Tata Motors einen Safari.

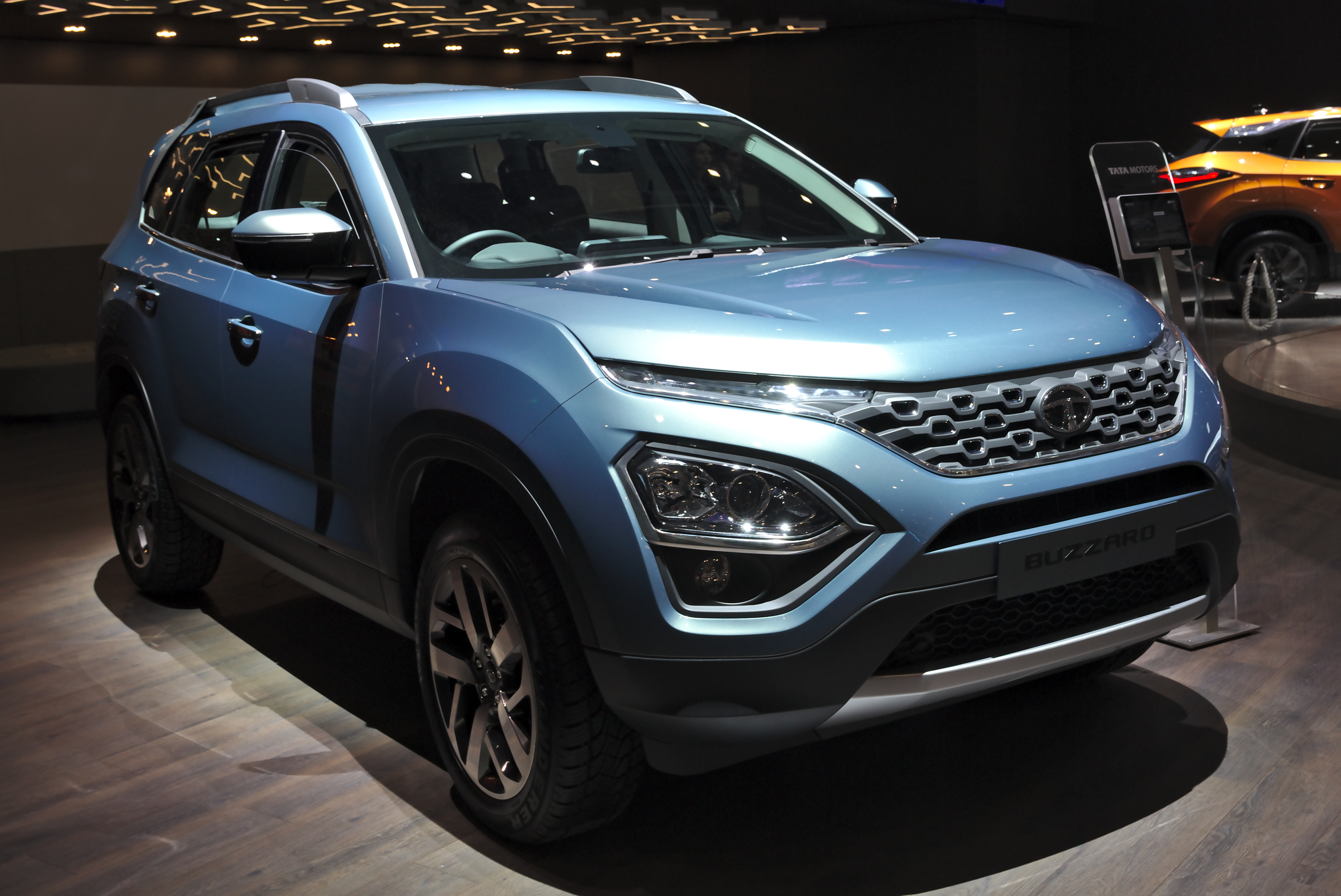
Tata Buzzard auf dem Genfer Auto-Salon 2019
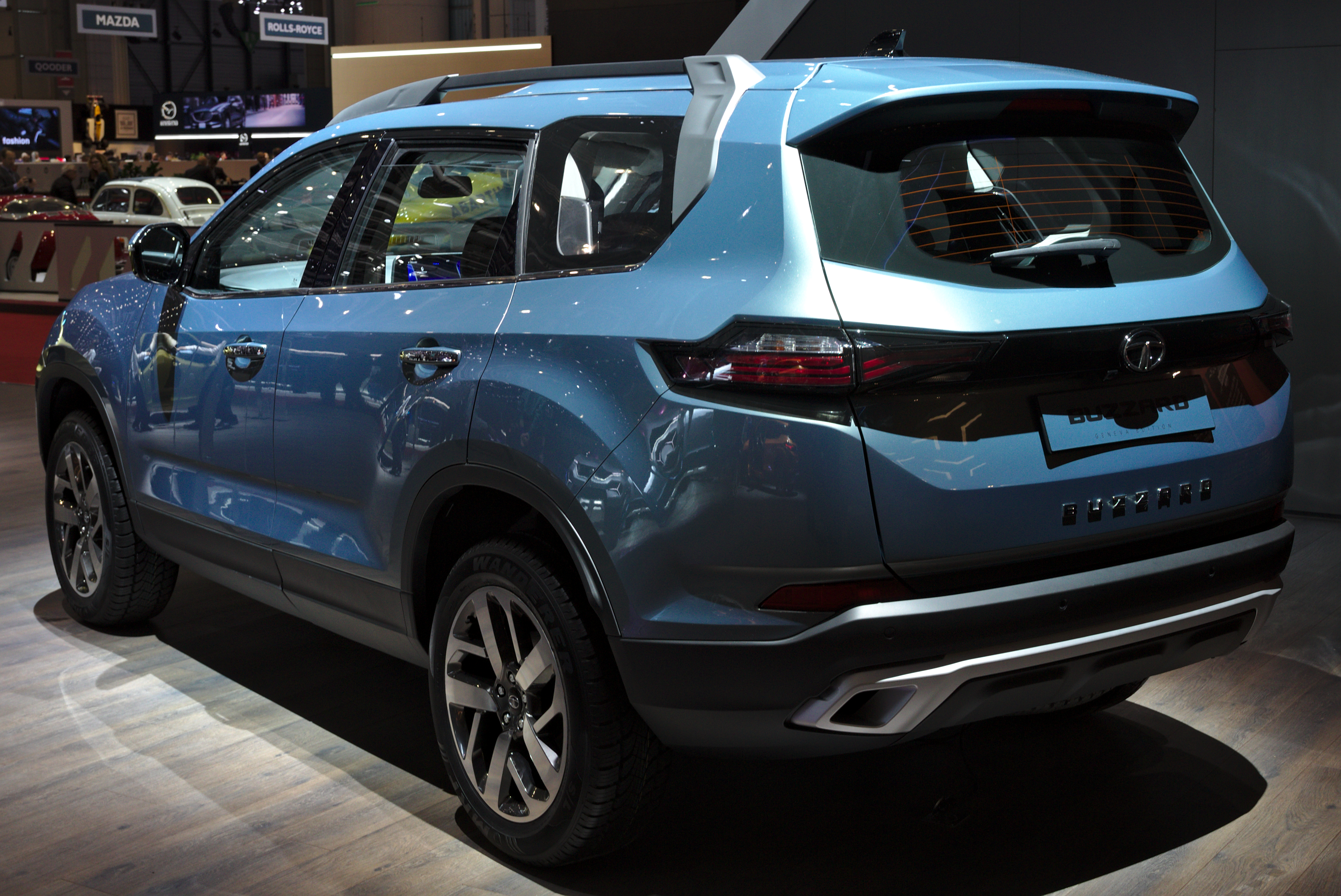
Heckansicht
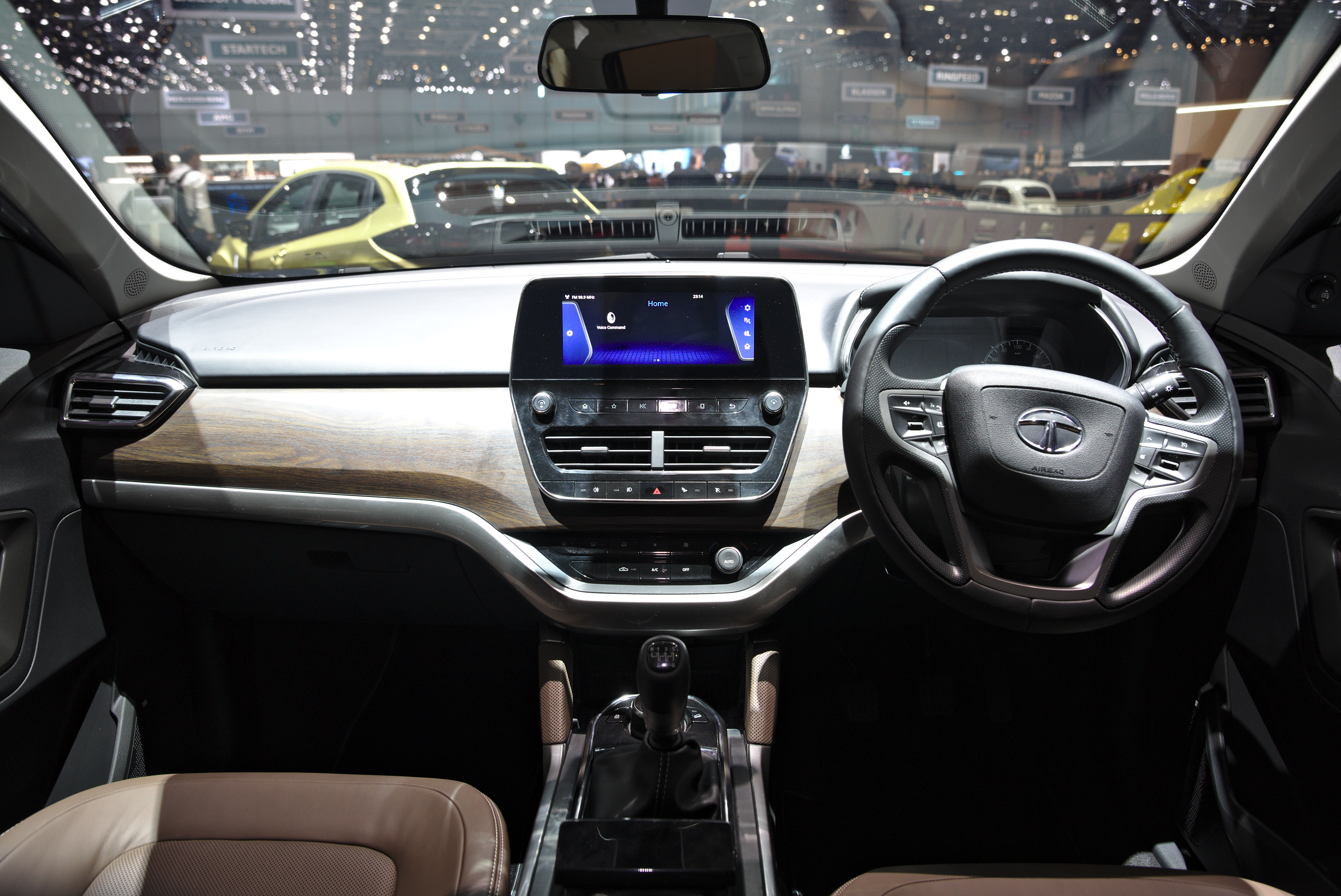
Innenansicht

### Sondermodelle
Das Sondermodell Gold Edition wurde im September 2021 vorgestellt. Es zeichnet sich durch goldfarbene Elemente außen wie innen aus und ist in den Karosseriefarben weiß und schwarz erhältlich. Die Red Dark Edition wurde gleichzeitig mit der des Harrier vorgestellt, ebenso die Stealth Edition.